# Wochenend und Sonnenschein

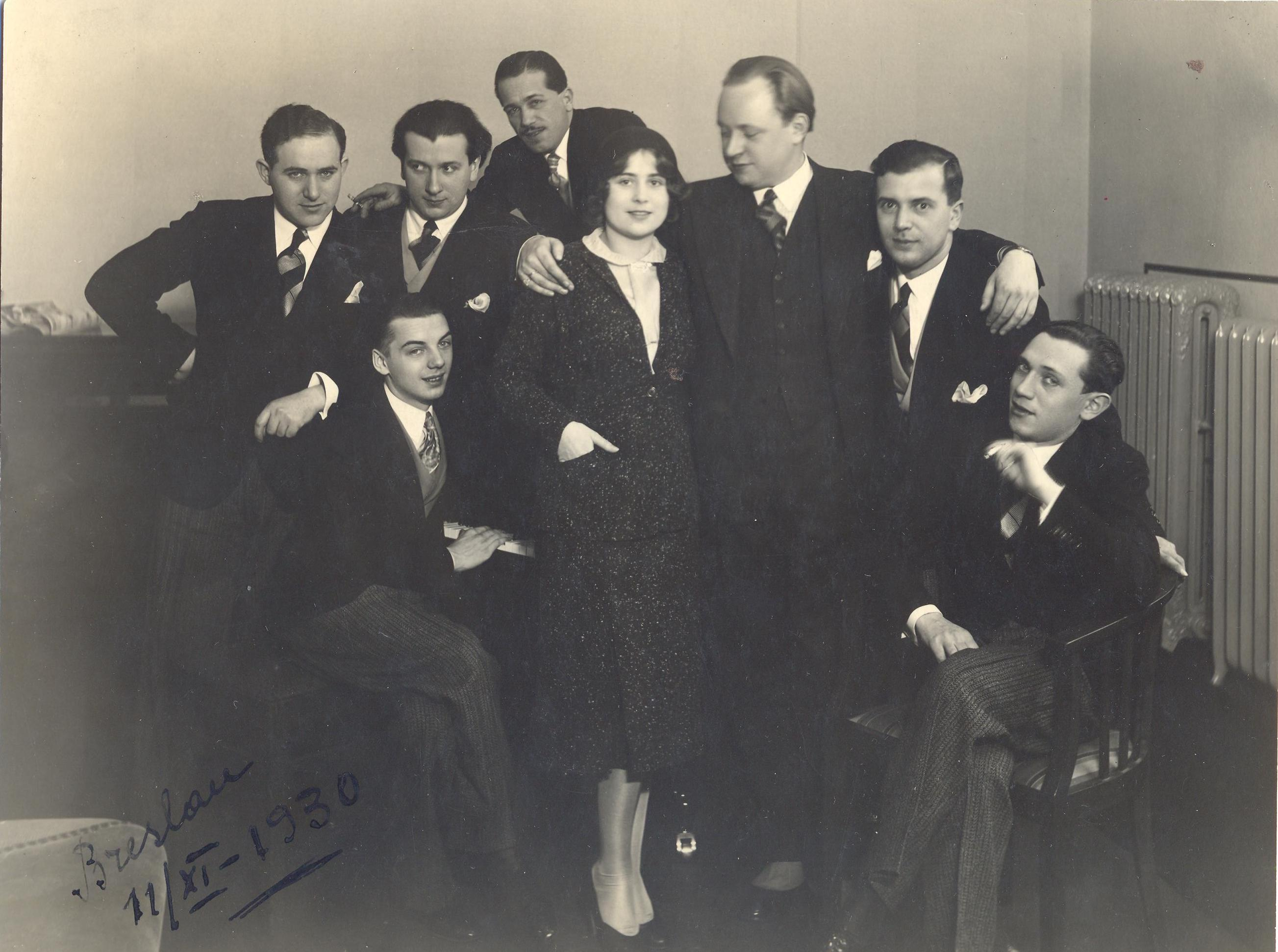
Comedian Harmonists, 1930

Wochenend und Sonnenschein ist ein Schlager der Comedian Harmonists aus dem Jahr 1930. Das Lied ist eine deutschsprachige Coverversion des amerikanischen Songs Happy Days Are Here Again von Milton Ager. Der deutsche Text stammt von Charles Amberg.

## Inhalt
Der Liedtext ist heiter und auf eine zurückhaltende Weise frivol, so dass dem Hörer der wahre Sinn erst bei genauem Hinhören klar wird, und damit weit von vielen an Schlüpfrigkeit grenzenden Schlagern der Goldenen Zwanziger entfernt. Der Protagonist des Stücks hat den Wunsch, einen sommerlichen Wochenendtag mit der Frau seines Herzens in der Natur zu verbringen.

## Geschichte
Die Comedian Harmonists sangen das Lied in einem im Wesentlichen vierstimmigen Arrangement mit Klavierbegleitung, nur an einzelnen Solo-Stellen ist eine eigenständige fünfte Stimme hörbar. Das Arrangement stammt vermutlich von Harry Frommermann, vom Notenmaterial ist im Comedian-Harmonists-Archiv der Staatsbibliothek zu Berlin aber nur die handschriftliche Bass-Stimme erhalten. Aufgenommen wurde es am 22. August 1930 in Berlin für das Label Electrola. Es wurde zusammen mit dem Titel Veronika, der Lenz ist da auf einer 78rpm-Schellackplatte veröffentlicht (Katalognummer: Electrola EG 2033).
Es bestehen widersprüchliche Angaben darüber, ob die Aufnahme der Comedian Harmonists die Ersteinspielung des Liedes mit Charles Ambergs deutschem Text ist: es existiert auch eine Aufnahme des Kristall-Orchesters, die nach einer Angabe schon im Juli 1930 aufgenommen worden sein soll, nach einer anderen Angabe jedoch erst im Januar 1931.

## Text
Der deutsche Text stammt von Charles Amberg. Er stellt keine Übersetzung des englischen Originals dar, sondern ist eine eigenständige Schöpfung, die nur einzelne Gedanken der Vorlage aufgreift.
Wochenend und Sonnenschein

und dann mit dir im Wald allein,

weiter brauch ich nichts zum Glücklichsein,

Wochenend und Sonnenschein.

Über uns die Lerche zieht,

sie singt genau wie wir ein Lied.

Alle Vögel stimmen fröhlich ein.

Wochenend und Sonnenschein.

Kein Auto, keine Chausee

und niemand in uns'rer Näh'.

Tief im Wald nur ich und du,

der Herrgott drückt ein Auge zu,

denn er schenkt uns ja zum Glücklichsein

Wochenend und Sonnenschein.

Nur sechs Tage sind der Arbeit!

Doch am siebten Tag sollst Du ruh'n,

sprach der Herrgott, doch wir haben

auch am siebten Tag zu tun.

Wochenend …

## Rezeption
Das Lied fand beim Publikum starken Anklang, wurde zu einem der größten Hits der Comedian Harmonists und ist auch heute noch sehr bekannt. Das Ensemble wählte es bei ihren Konzerten als erste Auftrittsnummer, mit der sie das Publikum in seinen Bann zog. Wochenend und Sonnenschein wurde zum geflügelten Wort und von zahlreichen Künstlern als Titel für ihre meist filmischen Werke gewählt, vgl. hierzu Wochenend und Sonnenschein (Begriffsklärung).

## Coverversionen
Wochenend und Sonnenschein ist selbst eine Coverversion des amerikanischen Songs Happy Days Are Here Again. Aber auch sie wurde von anderen Künstlern gecovert, darunter Roy Black und die Fischerchöre (1974), Die Viel-Harmoniker (1976), Karel Gott (1976), dem Palast Orchester mit seinem Sänger Max Raabe (2002) und den Berlin Comedian Harmonists (2014)